# 辛垣合戦
辛垣合戦（からかいかっせん）とは後北条氏と三田氏との戦いである。

## 概要
（永禄3年）1560年、上杉謙信は小田原城を攻めあぐね、越後・春日山城に引き上げた。しかし、三田綱秀は北条家に帰参せず、滝山城主・北条氏照からの攻撃を受けることになった。綱秀は守りの手薄な平城の青梅の勝沼城から小さいながらも険しい山の上に位置する辛垣城へと本拠地を移転し、北条氏照との戦いに備えた。
1563年、北条氏照の大軍勢が来襲した。北条軍が多摩川を渡り始めると、三田軍は対岸から猛烈な攻撃を仕掛けた。これが辛垣合戦の幕開けだった。両軍は、多摩川を挟んで激しい戦いを繰り広げた。しかし、数の上では北条軍が優勢であり、次第に三田軍を追い詰めていった。北条軍は対岸へと上陸し、険しい山道を進んでいき、城を攻め立てた。辛垣城の守将の一人と言われている塚田又八が裏切り、城内で火をかけたことで、辛垣城は落城したという。
三田綱秀は命からがら脱出し、後北条氏と戦っている太田資正のいる岩槻城まで行きついたが、追い詰められ自害した。享年73。綱秀の二人の子は、家臣の谷合久信に託されたが、若くして病死した。こうして、三田氏は滅亡した。